# Geert Groote
Geert Groote, auch Gerhard Grote oder Gerardus Magnus (* 1340 in Deventer; † 20. August 1384 ebenda), war ein niederländischer Theologe und Bußprediger.

## Leben
Geert Groote wurde als Sohn des wohlhabenden Kaufmanns Werner Grote und seiner Frau Heylwig van der Basselen geboren. Sein Vater wurde 1348 zum Bürgermeister von Deventer gewählt. Als Geert zehn Jahre alt war, starben beide Eltern an der Pest. Er besuchte die Kapitelschule des an der Lebuinuskirche in Deventer residierenden Stiftskapitels des Oberstiftes des Hochstifts Utrecht. Als 15-Jähriger ging er nach Paris und nahm das Studium an der Sorbonne auf. Er widmete sich dem Studium der Rechtswissenschaften, der Philosophie, Theologie und der Medizin.
Rezipiert hatte Groote insbesondere Schriften von Augustinus von Hippo (354–430) und Bernhard von Clairvaux (1090–1153); sein Lehrer war Jan van Ruysbroek.
Nachdem er einige Jahre ziemlich ausschweifend gelebt hatte, kam er nach einer Begegnung mit seinem Freund Heinrich von Calcar, einem Kartäusermönch, im Jahre 1374 zur inneren Umkehr. Nach einigen Jahren in der Kartause in Arnheim (ca. 1374–1377) entschied er sich, andere durch Bußpredigten (u. a. gegen verheiratete oder reiche Geistliche) zur rechten Lehre zurückzuführen. Um predigen zu können, empfing er die Diakonatsweihe, aus Demut wollte er sich aber nicht zum Priester weihen lassen. Er gewann viele Anhänger, die sich zur Gruppe der Devotio moderna („zeitgemäße Frömmigkeit“) zusammenschlossen. Hieraus entstanden die Schwestern und die Brüder vom gemeinsamen Leben. Nachdem er den bedeutenden Mystiker Jan van Ruysbroek kennengelernt hatte, der selber Augustiner-Chorherr war, wünschte er sich, dass einige der Brüder seiner Gemeinschaft nach der Augustinusregel wie Augustiner-Chorherren zusammenleben sollten. So entstand kurz nach Grootes Tod, 1386 das Kloster Windesheim bei Zwolle und dadurch die Kongregation der Windesheimer Chorherren der Augustiner-Chorherren.
Seine Auffassungen, besonders zum Thema Ehe, und das schonungslose Aufzeigen kirchlicher Missstände trugen ihm die Feindschaft unter anderem des Bischofs von Utrecht ein, der ihm die Erlaubnis zu predigen entzog. Darauf verbreitete er seine Auffassungen über persönliche Gespräche, Pamphlete und kleine Bücher. Er übersetzte das lateinische Messbuch ins Niederdeutsche und verfasste ein populär gewordenes „Getijdenboeck“, ein Stundenbuch für Laien.
Groote gilt als Ursprung einer Devotio moderna. Diese ist durch „die Einkehr in das Innere in Gebet und (methodische) Meditation geprägt .., durch das Üben der Tugenden in Alltag und Arbeit“.
Die bedeutendste Schrift der von Groote inspirierten Windesheimer Kongregation, die erhebliche Verbreitung fand, war die Nachfolge Christi (Imitatio Christi) des Thomas von Kempen.
Geert Groote beeinflusste Martin Luther, Johannes Calvin, Ignatius von Loyola und Copernicus.

## Gedenken
Sein evangelischer Gedenktag ist der 21. August.

## Werke
- MS-B-181 – Paulus Hungarus. Stella clericorum. Geert Groote. Liber paenitentiae. Hermannus de Schildis. Magister Adamus. Commentum in Eclogam Theoduli et alia (Sammelhandschrift). Niederrhein [um 1401] Digitalisat